# Marie Raynal
Pour les articles homonymes, voir Raynal.
Marie Raynal est une actrice française.

## Filmographie

### Courts métrages
- 1998 : Les Gagne-petit de José Alcala : Agnès
- 2000 : La Visite
- 2002 : Pauvre de moi d'Olivier Gorce : Fabienne
- 2012 : Si tu veux revoir ta mère de Xavier Douin : Paloma
- 2013 : Avis aux intéressés de Cédric Romain : l'assistante sociale

### Longs métrages
- 2005 : Alex de José Alcala : Alex
- 2011 : Coup d'éclat de José Alcala : Carole
- 2013 : De l'usage du sextoy en temps de crise d'Éric Pittard : Leyla
- 2023 : Double Foyer de Claire Vassé : Sandrine